# NGC 4055
NGC 4055 este o galaxie eliptică situată în constelația Părul Berenicei. A fost descoperită în 27 aprilie 1785 de către William Herschel. Se află la o distanță de 106,75 megaparseci de Pământ.